# Honoré Daumier
Honoré Daumier (Marseille, 1808. február 26. – Valmondois, 1879. február 10.) francia grafikus, szobrász, festőművész és karikaturista.

## Életpályája
Marseille-ben szegény üvegmester fiaként látta meg a napvilágot. 1814-ben családjával együtt Párizsba költözött. Már serdülőkorában alkalmi munkákat kellett vállalnia, hogy családját segítse. Korán feltűnt jó megfigyelőkészsége, gyorsan és jól tudott rajzolni. Apja el tudta segédként helyezni a művelt festőnél és régésznél, Alexandre Lenoirnál. Tőle sokat tanult Daumier. 1828-ban el kezdett járni a művészeti akadémiára. 1830-ban illusztrátor lett a Silhouette c. élclapnál, innen 1831-ben átkerült a Caricature c. laphoz. A Caricature c. lap illusztrátora volt Gustave Doré és Grandville (valójában Jean Ignace Isidore Gérard) is. Daumier politikai témájú szatirikus rajzokat és a kor szokásait kigúnyoló karikatúrákat rajzolt. 1833-ban egy Lajos Fülöp királyról készített szatirikus litográfiasorozata miatt rövid időre börtönbe került. 1835-ben betiltották a Caricature c. élclapot, ezután a Charivarinak rajzolt. 
Litográfiasorozatokat, s agyagból szobrokat is készít, szintén szatirikus témájúakat, majd az 1840-es években monumentális hatású kisméretű festményeket alkot. 1855-ben Barbizon közelében, Valmondoisban telepedett le, közeli barátságba került a barbizoni iskola nagy festőivel, köztük Jean-François Millet, Théodore Rousseau, Charles-François Daubigny, Jean-Baptiste Camille Corot. Daumier nem fest plein air-ban, mégis nagy hatást gyakorolnak rá a barbizoniak, sőt maga Daumier is inspirálta a barbizoniakat.
A korszak új mestersége, a fotográfia Nadar kezében szinte a művészet rangjára emelkedett, Daumiert is lefényképezte Nadar. Daumier véleménye a fotózásról: azzal mindent le lehet másolni, de semmit nem tud úgy kifejezni, mint a rajz, a festmény vagy a szobor. Lehet, hogy a fotózás kérdésében mind a mai napig sokan egyetértenek Daumier álláspontjával, függetlenül attól, hogy már régóta folyamatosan rendeznek fotóművészeti kiállításokat.

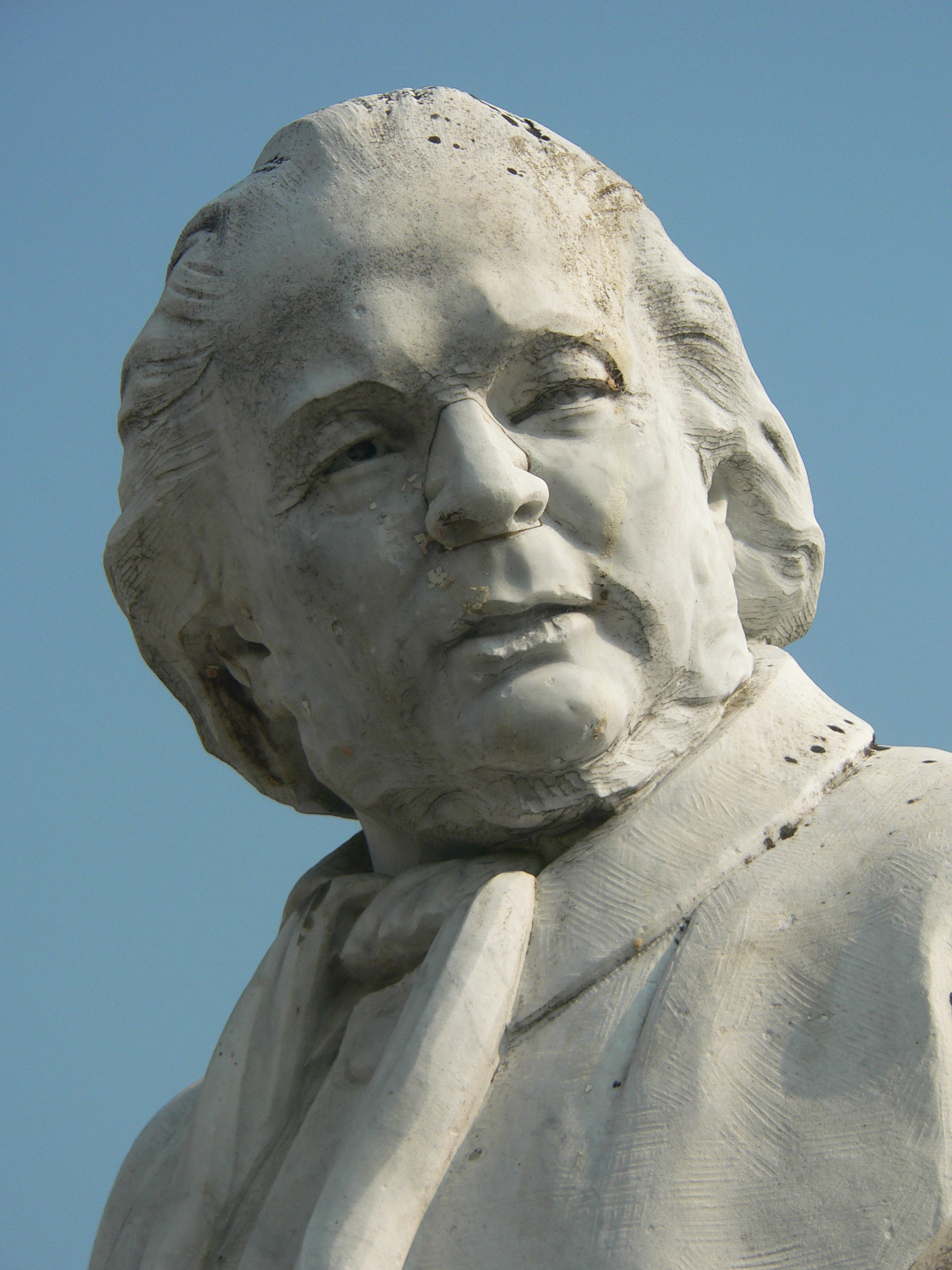
Honoré Daumier szobra

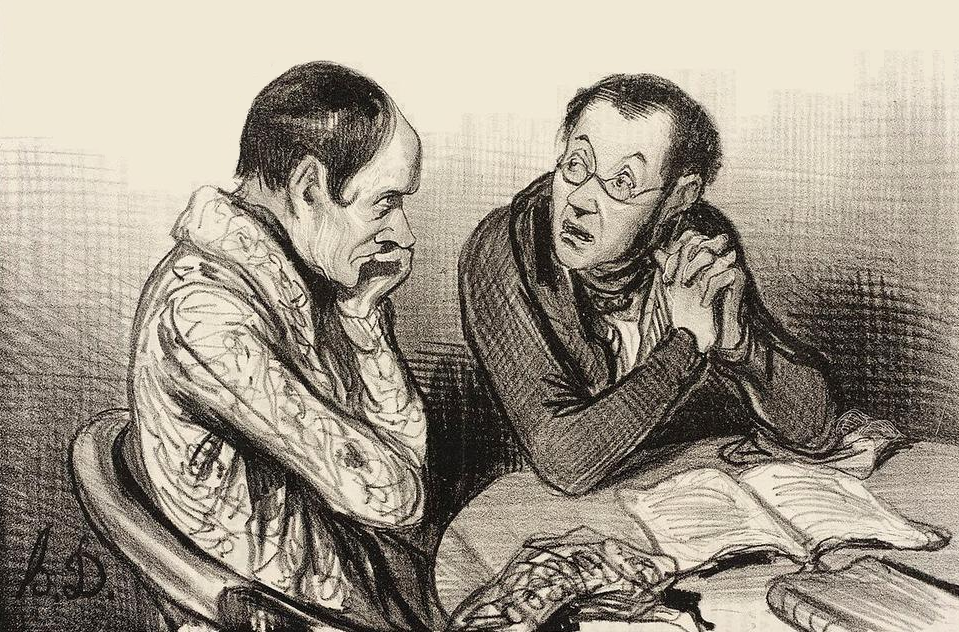
Drámai jelenet

Az 1870-es évek elejétől a megvakulás fenyegette Daumier-t, így a rajzolással fel kellett hagynia. Az idős és vak Daumier nem tudta fizetni a házbért, s a háziúr ki akarta tenni. Corot sietett a segítségére, átengedte neki Valmondoisban fekvő kis házát. Corot a következőket írta Daumiernak:
„Öreg barátom! Van egy kis házam Valmondoisban, a l'Isle-Adam közelében, és nem tudom, mit kezdjek vele. Eszembe jutott, hogy felajánlom Neked, s minthogy az ötletet jónak találtam, már Rád is írattam a közjegyzőségen. Nem Érted teszem, hanem azért, hogy borsot törjek a házigazdád orra alá.”
Daumier életében nehezen tudta magát eltartani művészetéből, 1877-ben szerény mértékű állami nyugdíjat ítéltek meg a nehéz anyagi helyzetben élő művésznek. A siker már nagyon későn jött, de már halála előtt is elismerték munkásságát nemcsak művésztársai, hanem a vevők is. 1878 februárjában néhány festménye és rajza magas árat ért el a korszak egyik legjelentősebb gyűjtője, Arosa aukcióján. Ugyanebben az évben áprilisban Durand-Ruel galériatulajdonos szervezett kiállítást Daumier munkáiból, s ezúttal mind a kritikusok, mind a közönség körében nagy sikert aratott. A Durand-Ruel által rendezett kiállítást Victor Hugo is patronálta. Nem sokáig örvendhetett a csekélyke nyugdíjnak és bekövetkezett sikereinek, 1879. február 8-án agyvérzést kapott, s a harmadik napon meghalt.
Közel négyezer litográfiát, háromszáz festményt, több tucat szobrot, akvarellek és rajzok százait hagyta a világra. Számos nagy galériában, múzeumban és könyvtárakban őrzik műveit. Éles elméjű és termékeny művész volt.

## Értékelése
Korának egyik legkiválóbb művésze, aki éles megfigyeléssel és az emberi gyengéket kipellengérező módon, egynéhány jellegzetes vonással adta vissza a francia nyárspolgárt. Röviden és élesen karakterizálta alakjait. Mindenütt az őt környező társadalmi életben meglátta a humoros oldalt és rajzai az emberi jellemzés mesterművei. Társadalmi típusokat jelenít meg, Robert Macaire személyében például a kor gátlástalan "karrieristáját". Műveiben nemcsak szatirikus tartalom van, sokszor rendkívüli gyengédség is. Festői tehetsége a kifejezés erejében rejlik. Crispin & Scapin c. művét 1860-ban Molière színháza ihlette. Rengeteg témáját La Fontaine meséiből vette, 1867-től többször is megihlette Cervantes regényének Don Quijote-Sancho Panza kettőse. Van olyan vélekedés is, hogy realista kifejező erejét kevesen értékelték, festményeit "befejezetlennek" tartották. Minden valószínűség szerint a műfajnak, a karikatúrának szól ez az értékelés, valamelyest még a korán polgárosodott franciáknál is előfordulhat ez, talán az angolszászok vagy a keleti népek szívesebben néznek a görbe tükörbe, mernek szembenézni önmagukkal. Hazánkban a karikatúra műfaja igen népszerű volt a 19. században, még később is, manapság kihalófélben van, ami van, azt is külföldön jobban értik és értékelik, mint hazánkban.

## Művei
Rajzait kitűnő fametszetekben és litográfiákban sokszorosították. Ezek közül a következő sorozatok a legnevezetesebbek: Bons bourgeois, Pastorales, Les papas és vagy száz portrékarikatúra a parlament nagyjairól. Agyagból mintázott karikatúra-szobrairól újabb időkben bronzmásolatokat készítettek (ld. köztük Thiers, Guizot, Lajos Fülöp király mellszobrait). Többnyire kisméretű olajfestményei megkapó jellemzés mellett hatalmas festői szélességükkel tűnnek ki. Ezeken a festményeken egyszerűsített festés tömege, a sötét színek, a barna és a szürke színek dominanciája, lendületes vonalvezetése, fény-árnyék hatásai Rembrandttal és Goyával hozzák egy sorba, lebegtetik művészetét a realizmus és a romantika határán. Erőteljes körvonalaiból később ihletet meríthetett a magyar Munkácsy Mihály, a francia Henri de Toulouse-Lautrec, majd az expresszionizmus képviselői.

## Képgaléria

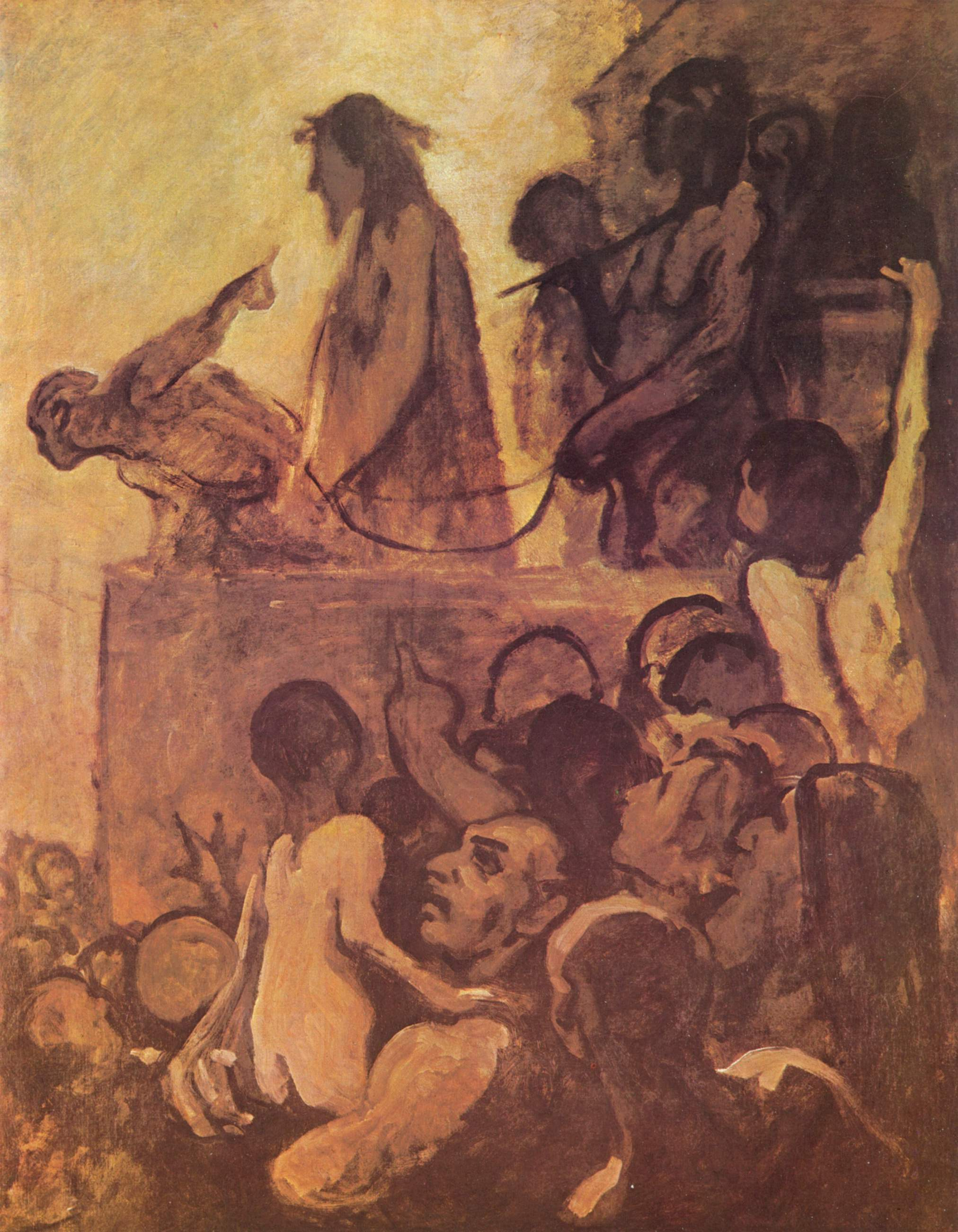
Ecce homo
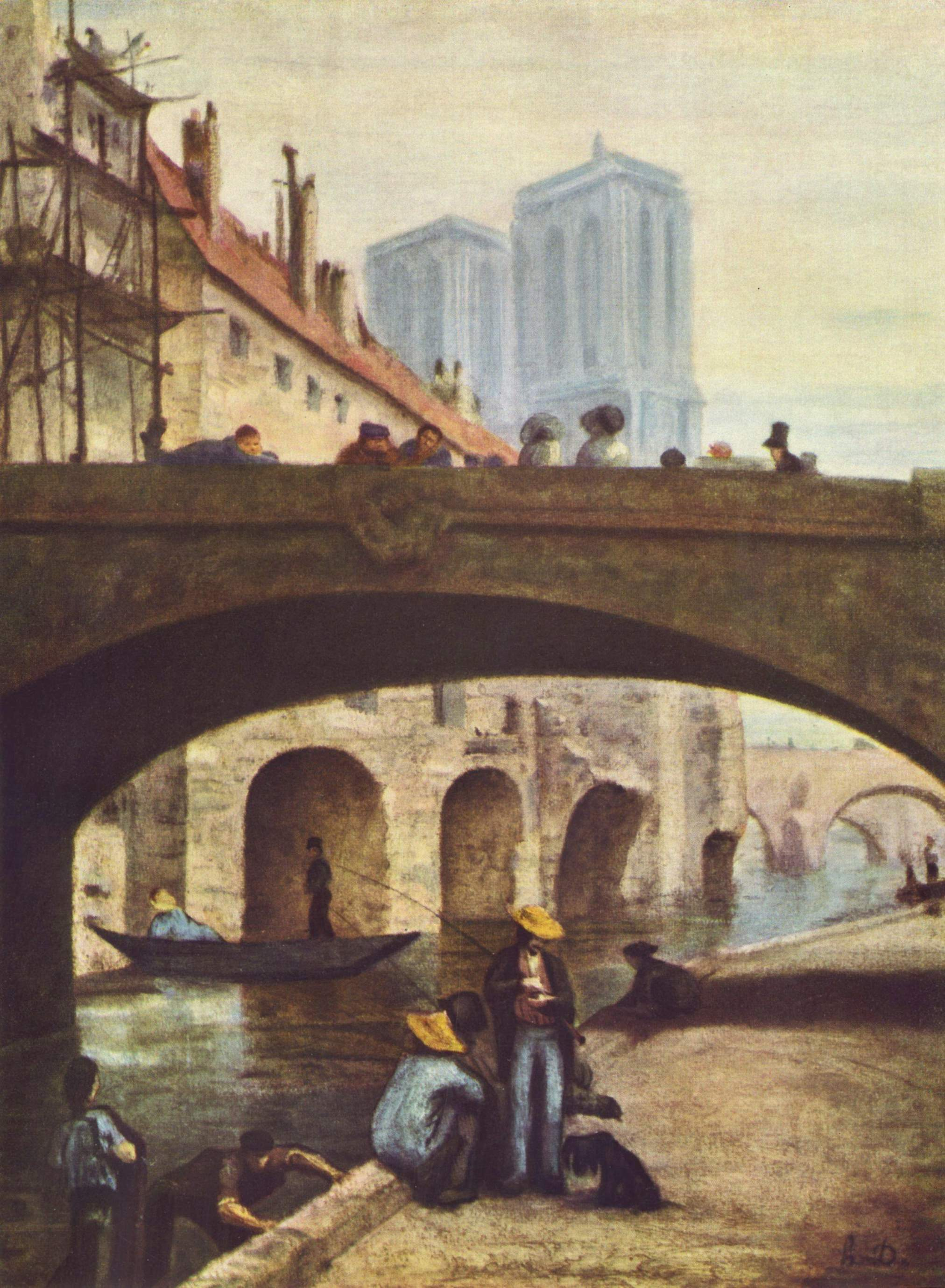
A festő a Notre-Dame-székesegyház előtt (1834, Musée Calvet)
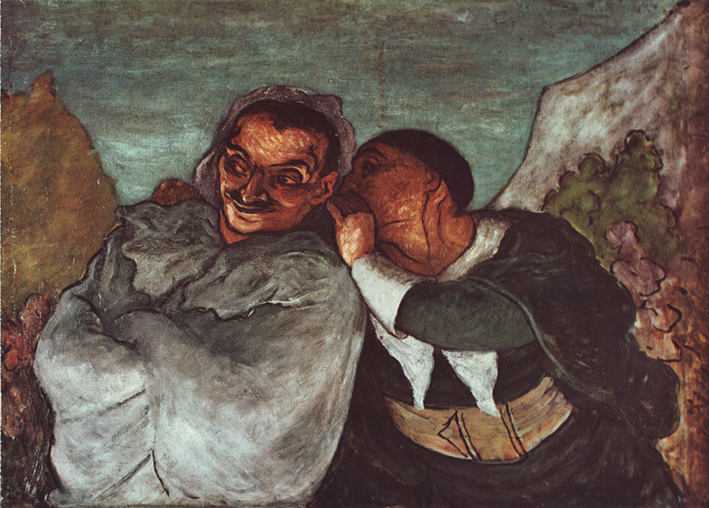
Crispin & Scapin (1860, Louvre)
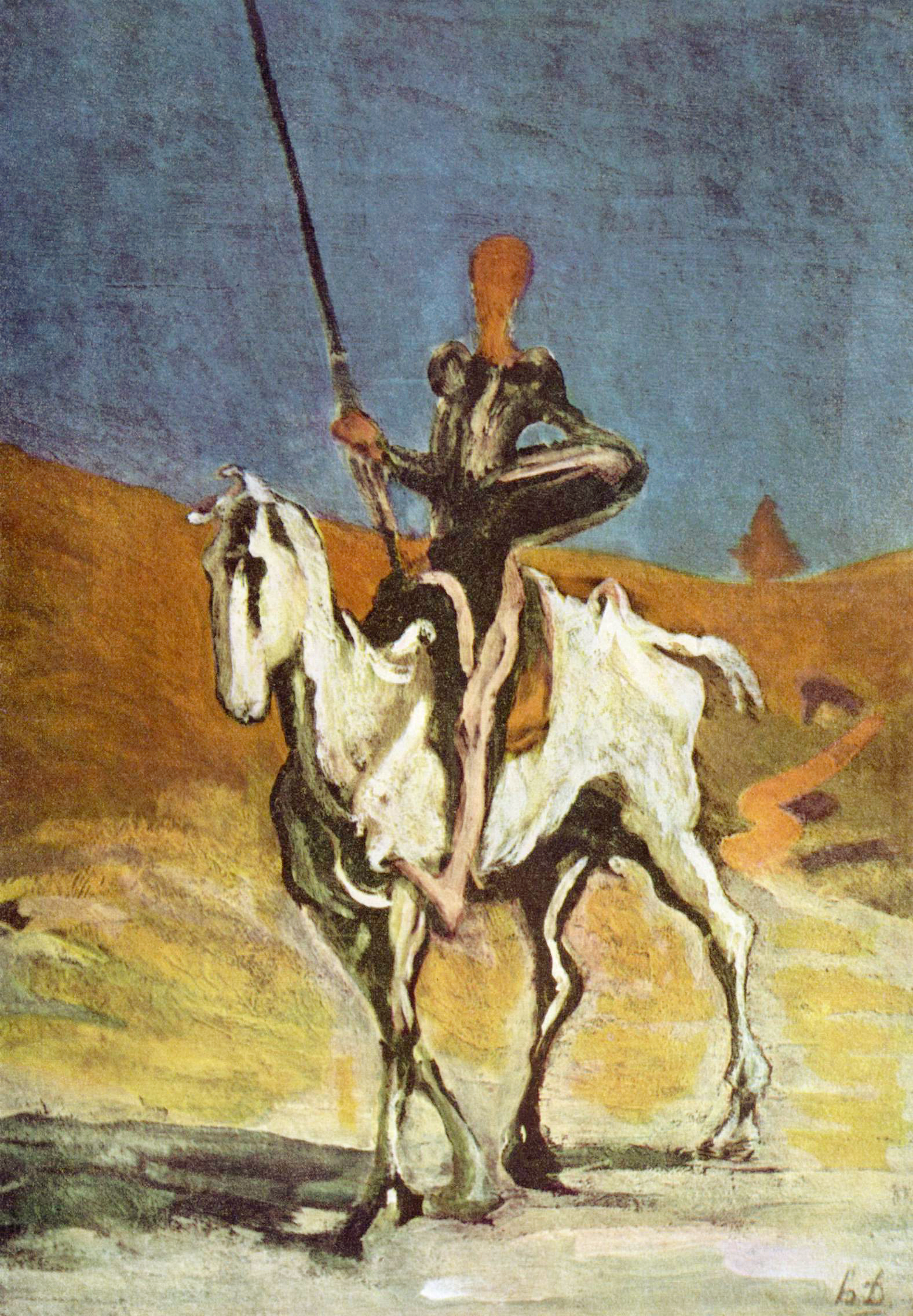
Don Quijote
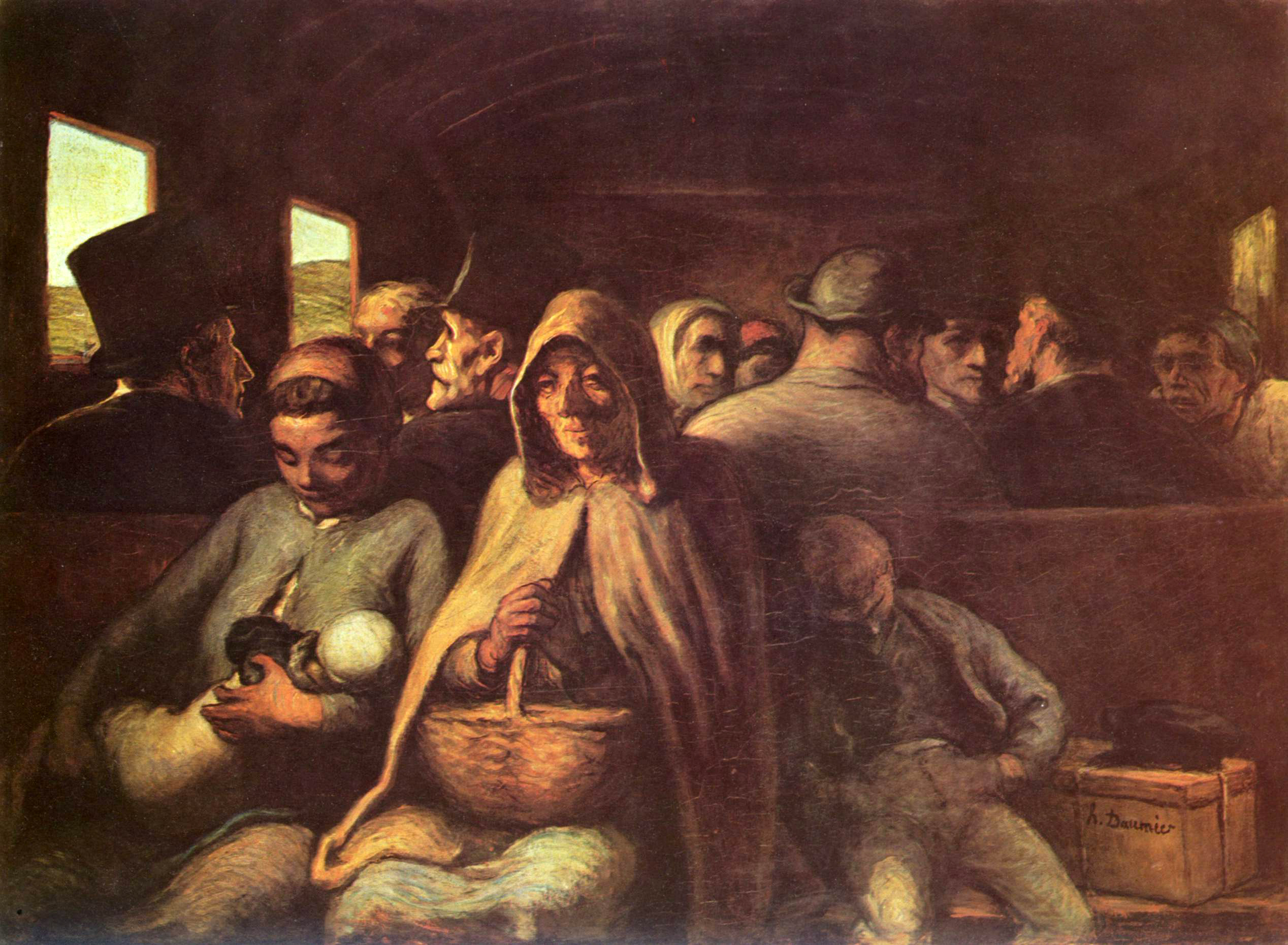
Harmadosztályú vagonban (Metropolitan Művészeti Múzeum, New York)
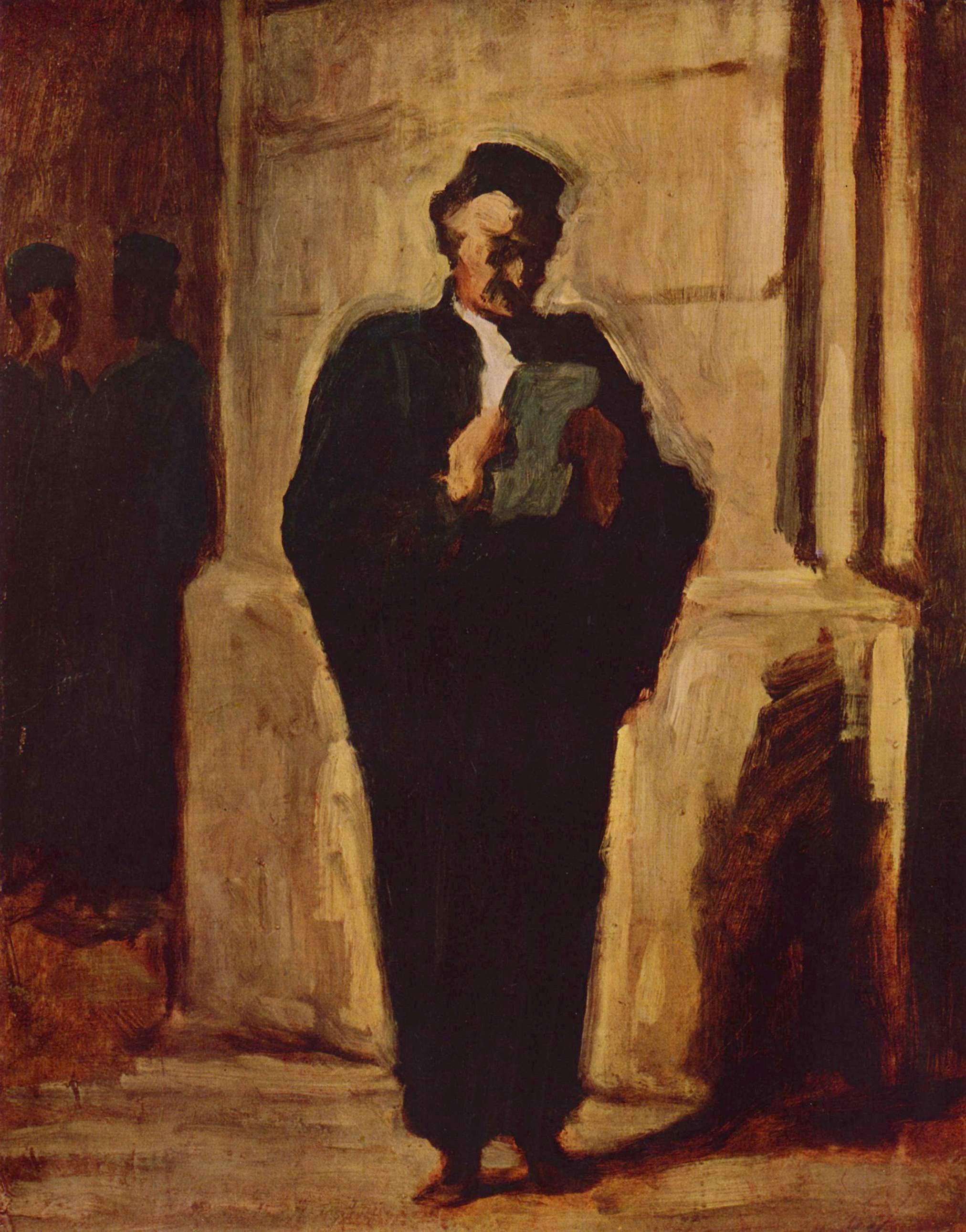
Az ügyvéd
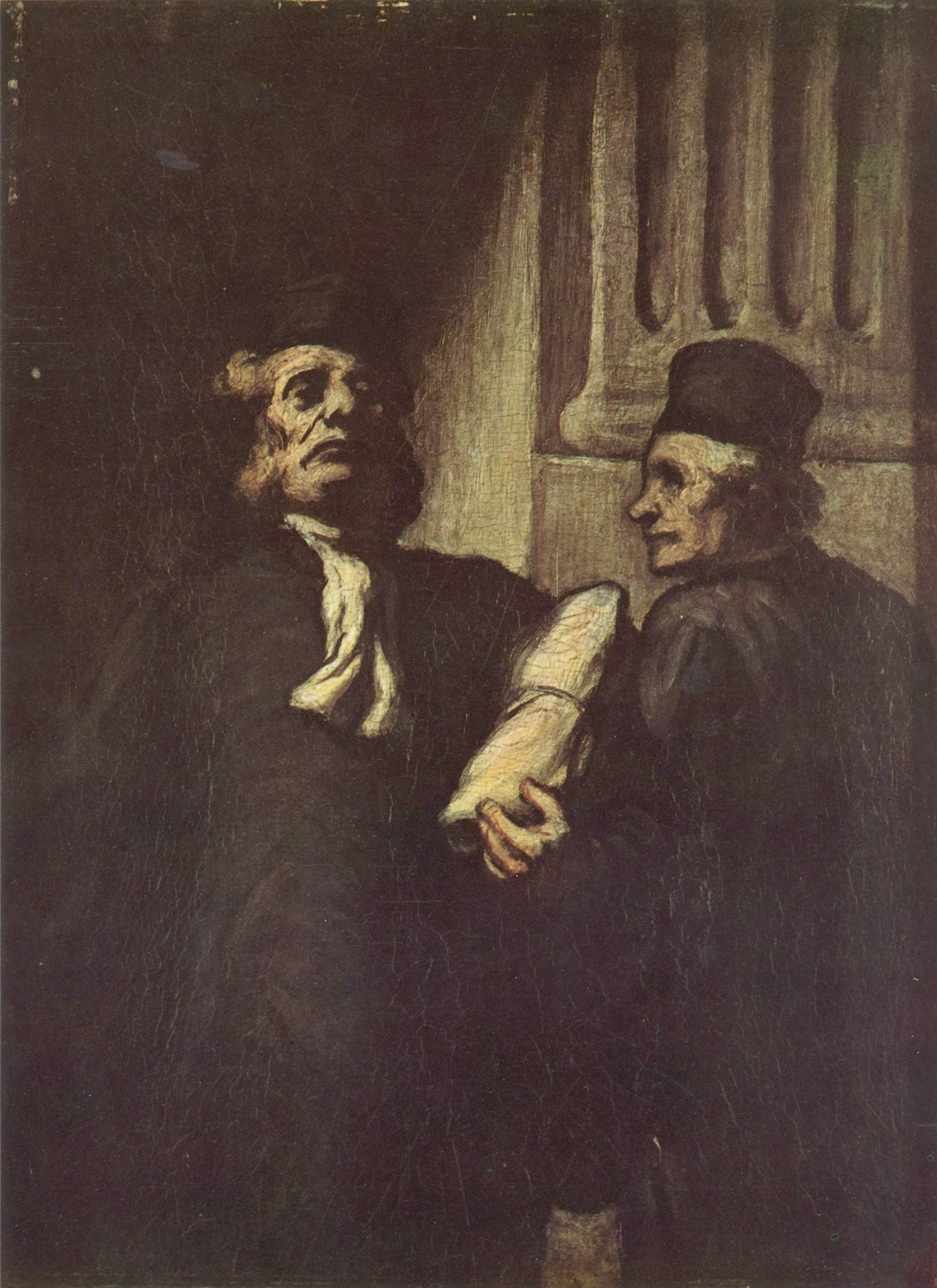
Két ügyvéd
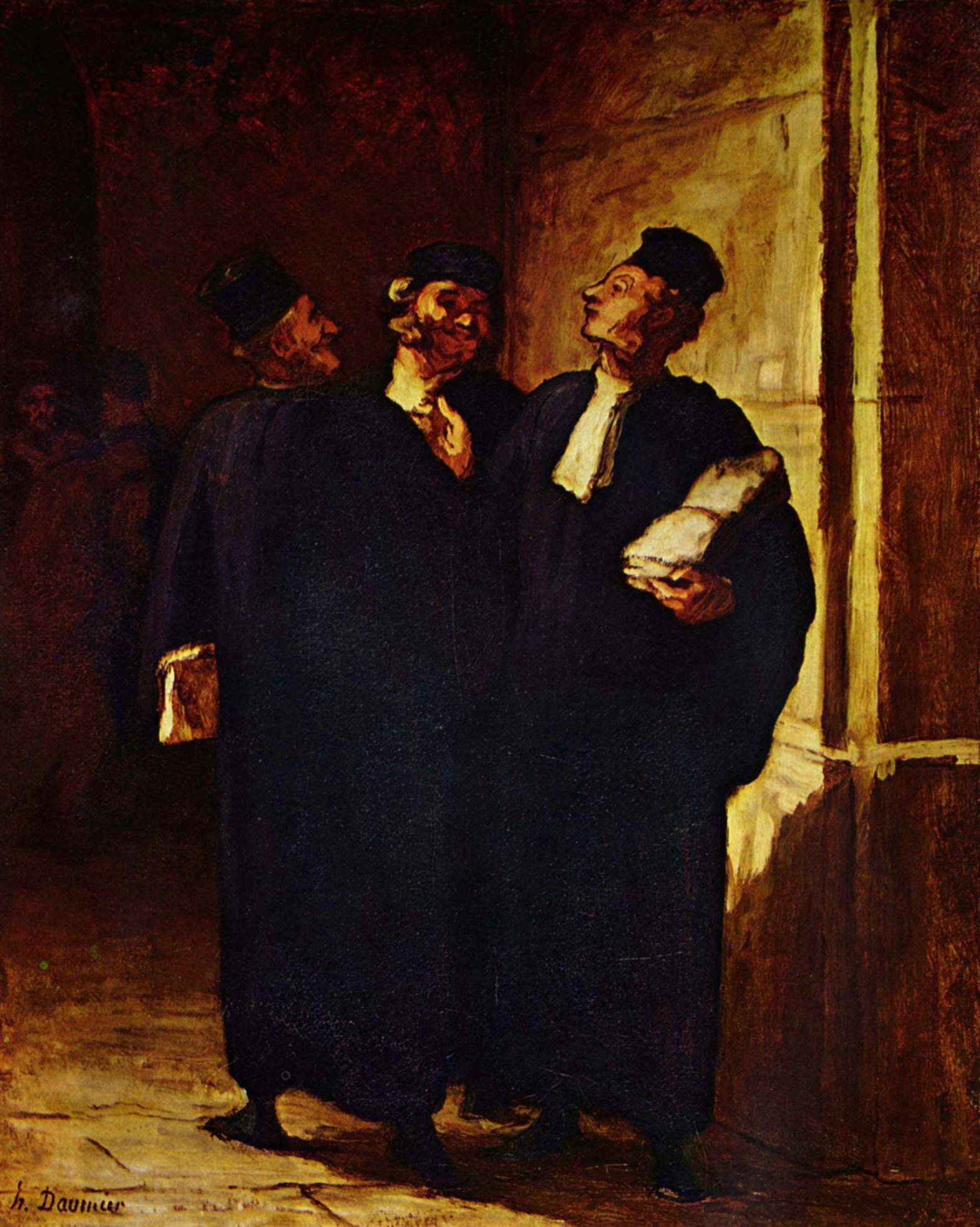
Három ügyvéd megbeszélése